# PRE-MAL
PRE-MAL (Pest Research and Education) bildades 1984 och är de svenska museernas, arkivens och bibliotekens skadedjursgrupp. Från början var Naturhistoriska Riksmuseet huvudman, men sedan 2013 administreras verksamheten från Riksantikvarieämbetet. Arbetsgruppen består av konservatorer, entomologer och yrkesmedicinare. Till PRE-MAL är även en intressegrupp knuten  som är öppen för alla intresserade. PRE-MAL tilldelades 2004 Europa Nostras medalj för värdefulla insatser för kulturarvets bevarande.